# Aspremont (Alte Alpi)
Aspremont è un comune francese di 363 abitanti situato nel dipartimento delle Alte Alpi nella regione della Provenza-Alpi-Costa Azzurra.

## Società

### Evoluzione demografica
Abitanti censiti